# ヒルムシロ科
ヒルムシロ科 (ヒルムシロか、Potamogetonaceae) は単子葉植物の科で、水中（淡水または汽水）に生育する多年草からなる。特にヒルムシロ属が多く（60種ほど）、世界に広く分布する。

## 分類
クロンキスト体系では3属、80種ほどからなる科とし、イバラモ目に入れていた。APG植物分類体系ではオモダカ目に入れ、さらに旧イトクズモ科 (Zannichelliaceae) を含めて8属、約100種としている。またカワツルモ属をヒルムシロ科に含めることもあるが、多くの分類では別のカワツルモ科 (Ruppiaceae) としている。

### 属
- Groenlandia
- ヒルムシロ属 Potamogeton - ヒルムシロなど
- Stuckenia

（以下は旧イトクズモ科）
- イトクズモ属 Zannichellia
- Althenia
- Pseudalthenia
- Lepilaena
- Vleisia

## 性質
沈水性の水草で、水底に根をおろし上に茎を伸ばす。葉は細長い水中葉のほか、種によっては水面に浮く広い葉があり、対生または互生する。花は両性または単性、穂状または散房花序につく。花被はないが、雄蕊の葯隔が花被状になることがある。雄蕊は4個、雌蕊は1個で4心皮。果実は種子を1個含む核果またはそう果。